# UniCredit
UniCredit (FWB : CRI, Borsa Italiana : UCG; ancienment UniCredito Italiano) est un groupe bancaire italien fondé en 1998, dont le siège social et le siège de la direction générale sont à Milan. Le Groupe est également connu sous le nom d'UniCredito. Unicredit est en 2006 le premier groupe bancaire italien, et l’une des trois premières capitalisations boursières de la zone euro du secteur depuis le rachat de HypoVereinsbank en 2005. Il possède 8 954 agences et emploie 148 000 personnes. UniCredit est cotée aux bourses de Milan et de Francfort et fait partie de l'indice Euro Stoxx 50 des principales actions 
UniCredit est classée comme banque systémique par le Conseil de stabilité financière . Elle est donc soumise à une surveillance particulière et à des exigences plus strictes en matière de dotation en fonds propres .

## Histoire
Le groupe Unicredito Italiano est le résultat de fusions successives entre la banque milanaise Credito Italiano avec Rolo Banca 1473 basée à Bologne, ensuite rejoints par des caisses d'épargne régionales : Banca CRT (Turin), Cariverona (Vérone, Vicence, Belluno et Ancone) et Cassamarca (Trévise).
En 1999, Cassa di Risparmio Trento e Rovereto et Cassa di Risparmio di Trieste ont adhéré au groupe Unicredito Italiano. C’est également à partir de cette année qu’UniCredito a commencé à se constituer un réseau dans les pays d’Europe Centrale et d'Europe de l'Est, avec l'acquisition d'une participation majoritaire dans la banque polonaise Pekao Bank, suivie, entre 1999 et 2000, de celle de la banque slovaque Pol'nobanca'(aujourd’hui UniBanka), de la banque bulgare Bulbank et de la banque croate Splitska Banka revendue à Bank Austria en 2002.
Cette politique d’acquisition a continué en 2000, avec le rachat de la plus grande banque de Croatie, Zagrebacka Banka, puis de Demirbank en Roumanie (devenu UniCredit Romania puis aujourd’hui UniCredit Tiriac Bank), et Živnostenská Banka en République tchèque. En Turquie le groupe s’est associé de manière paritaire à Koç Group dans Kocbank, et aux États-Unis il a racheté Pioneer of Boston. En 2000 UniCredit acquiert aussi Pioneer Global Asset Management, grand gestionnaire d’Actifs américain.
En 2005, Unicredito Italiano a fusionné avec HypoVereinsbank (HVB), la seconde banque privée allemande et, par voie de conséquence, l’autrichienne Bank Austria Creditanstalt et la polonaise Bank BPH qui étaient contrôlées par HVB. Cette opération s'est réalisée par échange d’action pour un montant de 19.2 milliards d’euros, comprenant les minoritaires d’HVB dans Bank Austria et la polonaise BPH. En mai 2007, le groupe rachète la quatrième banque italienne Capitalia pour un montant de 22 milliards d'euros en actions. Pendant un temps, Unicredit est la deuxième capitalisation boursière du secteur bancaire en Europe avec un peu plus de 100 milliards d'euros, mais est au 1er rang de la zone euro. Elle reste loin derrière HSBC et devance UBS.
La compagnie aérienne russe Aeroflot a exprimé en avril 2007 son souhait de devenir copropriétaire d'Alitalia : cette nouvelle a été rendue publique par Unicredit associé de la compagnie aérienne russe dans le projet. Le directeur général d'Aeroflot, Valeri Okoulov, déclarait qu'un troisième partenaire pourrait rejoindre le tandem Aeroflot-Unicredit. Une source proche de la compagnie aérienne russe a confié qu'il s'agissait d'Air France.
Le 5 octobre 2008, touchée par la crise des subprimes, UniCredit, première banque d'Italie, fait appel au marché pour 6,3 milliards d'euros.
En janvier 2012, UniCredit effectue une levée de fonds de 7,4 milliards d'euros, après avoir annoncé la suppression de 6 150 postes
En mars 2014, UniCredit annonce une perte de 15 milliards d'euros au quatrième trimestre 2013, ainsi qu'une réduction d'effectifs de 8 500 salariés sur 4 ans. En avril 2015, UniCredit regroupe sa filiale de gestion d'actifs aux États-Unis, UniCredit's Pioneer, avec celle de Santander, Santander Asset Management, suite l'échec de Santander à des stress-test aux États-Unis. En novembre 2015, Unicredit annonce la suppression de 18 200 postes pour 2018, dont 6 000 liés aux ventes de ses activités en Ukraine et de la vente de sa coentreprise sur la gestion d'actifs avec Santander. Unicredit annonce également la fermeture de 800 agences pour la même date.
En décembre 2016, Amundi annonce l'acquisition de Pioneer, filiale de gestion d'actifs d'UniCredit, pour 3,75 milliards d'euros. Le même mois, UniCredit annonce une levée de fonds de 13 milliards d'euros qui devrait avoir lieu au début de l'année 2017.
Le 30 novembre 2020, Jean-Pierre Mustier annonce qu'il démissionnera de ses fonctions au cours de l'année 2021.
En mai 2021, le groupe bancaire italien écope de 69,4 millions d’euros d'amendes pour avoir faussé la concurrence sur le marché obligataire. En juillet 2021, Unicredit annonce être en négociation avec le gouvernement italien pour le rachat de la participation de ce dernier dans Monte dei Paschi. Ces négociations sont abandonnées en octobre 2021.
En novembre 2021, UniCredit annonce la vente de sa participation de 20 % dans Yapi Kredi Bank à Koc Holding  pour 300 millions de dollars.
En octobre 2023, UniCredit a annoncé qu'elle deviendrait le plus grand investisseur d'Alpha Bank, en achetant une participation de 9 % dans la banque grecque et en reprenant sa filiale en Roumanie.
En novembre 2024, après avoir annoncé les mois précédents vouloir acquérir la banque allemande Commerzbank, Unicredit annonce vouloir acquérir sa concurrente Banco BPM dans un échange d'action valorisant cette dernière à 10 milliards d'euros, avant d'abandonner l'opération face à l'opposition du gouvernement italien.

## Gouvernance
Le Groupe UniCredit a adopté un système de gouvernance dit « traditionnel », comprenant un Conseil d’administration avec des fonctions exécutives et un conseil avec des fonctions de surveillance (« Collegio Sindacale »), tous deux nommés par les actionnaires.
Le conseil d’administration est composé de 9 à 24 membres. La durée de son mandat est de trois ans, sauf disposition contraire. Le conseil actuel a été nommé par l’Assemblée ordinaire des actionnaires du 13 mai 2015 pour la période 2015-2017 et son mandat arrivera à échéance lors de l’approbation des résultats 2017 par l’Assemblée.
Le président actuel du groupe UniCredit est Giuseppe Vita, assisté par Vincenzo Calandra Buonaura, vice-président adjoint, et deux autres vice-présidents, Luca Cordero di Montezemolo et Fabrizio Palenzona.
La direction du groupe est assurée par l'administrateur délégué, Andrea Orcel, en fonction depuis le 15 avril 2021.

## UniCredit en France
UniCredit France est une entité parisienne centrée sur les métiers de Banque de financement et d’Investissement et qui assure pour le compte du groupe UniCredit le suivi (« Coverage ») de ses grands clients Français et Belges.
UniCredit, qui était présent à Paris dans le passé au travers de trois succursales – UniCredit SPA, HVB Paris, Pekao – a décidé en juin 2011 de se redévelopper avec une entité unique focalisée sur les métiers de Banque de Financement et d’Investissement et le suivi (« Coverage ») des grands clients Français et Belges du Groupe (Corporates, Institutions Financières, Financial Sponsors),. La succursale Parisienne d’UniCredit S.p.A. a ainsi démarré ses nouvelles activités au 4e trimestre 2011, sous la houlette de Patrick Soulard, responsable de la France au sein du Comité Exécutif de la Division CIB (Corporate and Investment Banking) du Groupe UniCredit.
Fin 2012, le Groupe UniCredit a décidé de procéder à une nouvelle étape de son développement à Paris en y installant une équipe de vente de produits de marché (Markets) dans une nouvelle succursale d’UniCredit Bank AG créée à cet effet.
UniCredit est donc actuellement présent en France par l’intermédiaire de deux succursales, supervisées par Patrick Soulard et rattachées à la Division Corporate & Investment Banking, qui comptent au total en 2015 une quarantaine de professionnels :
- une succursale d’UniCredit S.p.A., qui gère les relations avec les clients français et belges en travaillant de manière intégrée avec les "hubs" d'UniCredit basés à Milan, Munich, Londres et Vienne ;
- une succursale d’UniCredit Bank AG spécialisée dans les activités de vente de produits de marché, qui en juin 2015 comptait une dizaine de vendeurs.

Les deux succursales, qui constituent l’entité Parisienne d’UniCredit, sont basées au 117, avenue des Champs-Élysées à Paris.

## Filiales
- UniCredit S.p.A., Italie
- UniCredit Bank AG, Allemagne
- UniCredit Bank Austria AG, Autriche

## Actionnariat
- Capital Research and Management Company: 5,072 %
- Aabar Luxembourg S.A.R.L.: 5,038 %
- Fondazione Cassa di Risparmio Verona, Vicenza, Belluno e Ancona: 1,8 %
- Fondazione Cassa di Risparmio di Torino: 1,6 %

## Condamnations
En avril 2019, UniCredit a accepté de plaider coupable et de payer 1,3 milliard de dollars aux autorités américaines (dont l'Office of Foreign Assets Control et le Department of Justice) pour avoir notamment aidé des compagnies de transport iraniennes à accéder au système financier américain, en violation des sanctions économiques américaines visant l’Iran,.